# White Light / Violet Sauce
White Light / Violet Sauce – dwudziesty ósmy singel Namie Amuro w wytwórni avex trax. Jest pierwszym singlem wydanym przez Amuro po albumie Queen of Hip-Pop. Singel utrzymywał się przez dziesięć tygodni w rankingu Oricon. Znalazł się na #5 pozycji. Podczas trwania rankingu sprzedano  71 746 kopii płyty. Piosenka Violet Sauce została wykorzystana w soundtracku do filmu Sin City: Miasto grzechu oraz promowała DVD z koncertu - Namie Amuro Best Tour „Live Style 2006”. White Light zostało użyte w reklamie firmy Dwango Iromelo Mix.

## Lista utworów
| 1. | White Light                          | 5:19  |
|    |                                      |       |
| 2. | Violet Sauce                         | 4:05  |
|    |                                      |       |
| 3. | Violet Sauce (Anotha Recipe)         | 3:28  |
|    |                                      |       |
| 4. | White Light (wersja instrumentalna)  | 5:19  |
|    |                                      |       |
| 5. | Violet Sauce (wersja instrumentalna) | 4:05  |
|    |                                      |       |
|    |                                      | 22:16 |
|    |                                      |       |

## Wystąpienia na żywo
- 7 listopada 2005 - Hej! Hey! Hej!
- 17 listopada 2005 – Utaban
- 18 listopada 2005 - Music Fighter
- 19 listopada 2005 - CDTV
- 25 listopada 2005 - Music Station Music Station
- 30 listopada 2005 - 1 Oku 3000 Banjin ga Erabu! Best Artist 2005
- 23 grudnia 2005 - Music Station Super Live

## Oricon
| Diagram                                                    | Pozycja |
| ---------------------------------------------------------- | ------- |
| Dzienny diagram Oricon (w pierwszym dniu sprzedaży)        | #5      |
| Tygodniowy diagram Oricon (w pierwszym tygodniu sprzedaży) | #7      |
| Miesięczny diagram Oricon (w pierwszym miesiącu sprzedaży) | #18     |
| Roczny diagram Oricon                                      | -       |